# Fouleix
Fouleix – miejscowość i gmina we Francji, w regionie Nowa Akwitania, w departamencie Dordogne.
Według danych na rok 1990 gminę zamieszkiwało 186 osób, a gęstość zaludnienia wynosiła 17 osób/km² (wśród 2290 gmin Akwitanii Fouleix plasuje się na 991. miejscu pod względem liczby ludności, natomiast pod względem powierzchni na miejscu 1001.).